# Adam Harasowski

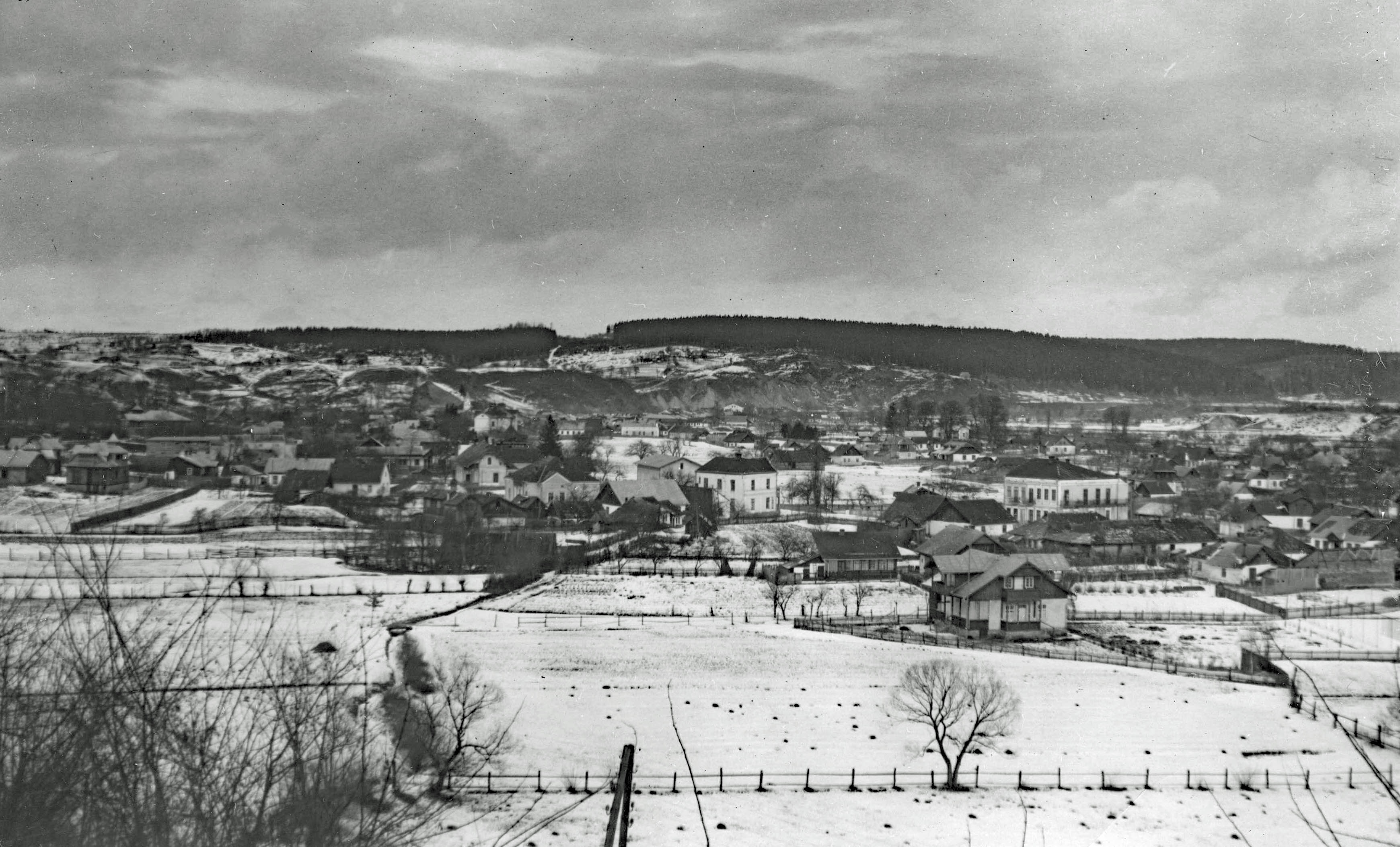
Uzdrowisko Delatyn nad rzeką Prut, u wschodniego przedproża Gorganów, w okresie zimowym około 1918

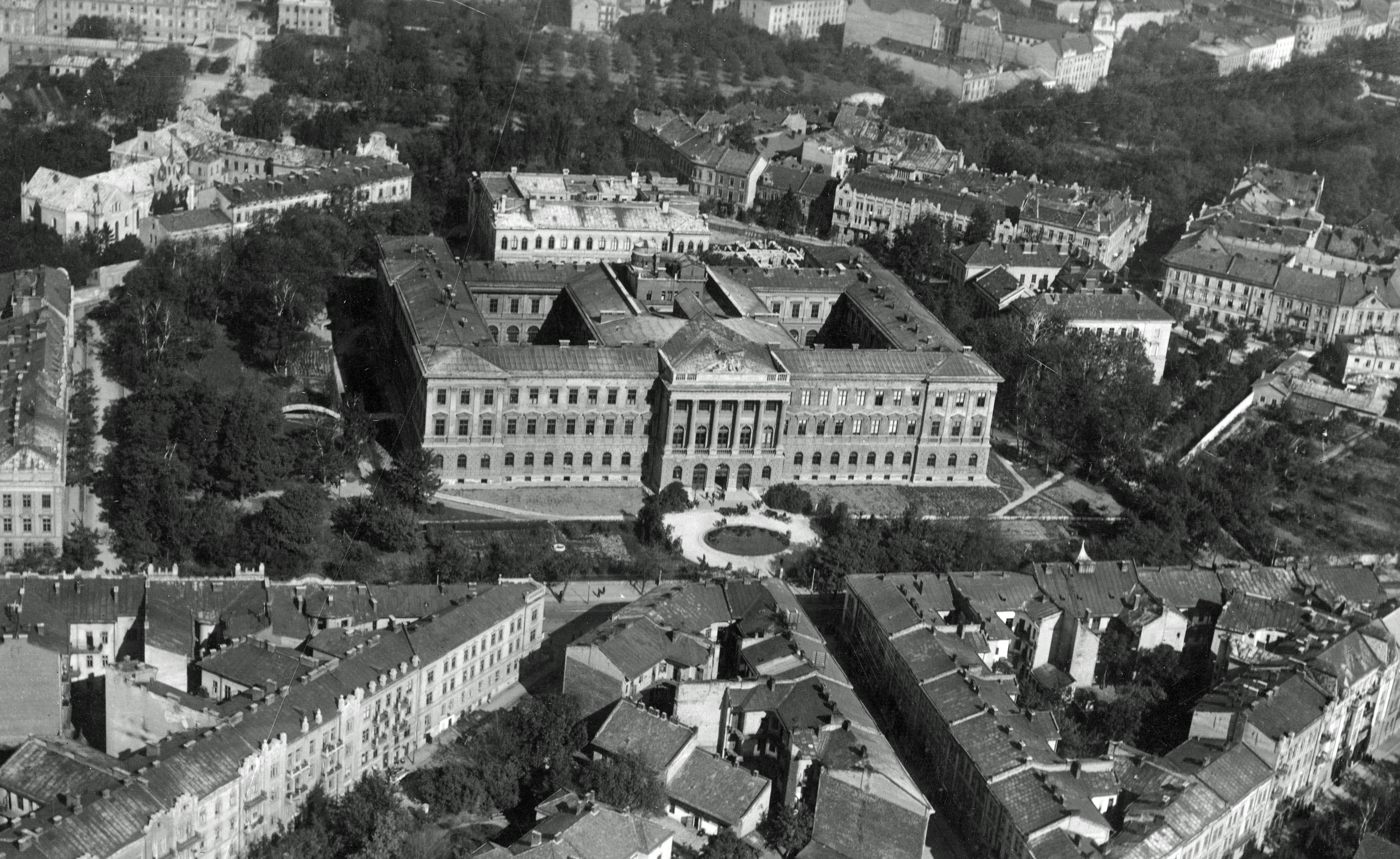
Politechnika Lwowska – gmach główny w 1932

Adam Jerzy Harasowski (ur. 16 września 1904 w Delatynie, zm. 16 czerwca 1996 w Rownhams w Anglii) – polski kompozytor i dyrygent, pianista, znawca twórczości Fryderyka Chopina, inżynier mechanik, poliglota. Od roku 1939 przebywał w Wielkiej Brytanii. Był oficerem technicznym Polskich Sił Powietrznych, później oficerem i instruktorem Royal Air Force. Prowadził polskie i brytyjskie, chóralne i operowe grupy muzyczne, a także działalność pisarską mającą na celu przybliżenie polskiej muzyki publiczności anglojęzycznej. Był mężem wydawcy i dziennikarki Jadwigi Harasowskiej.

## Życiorys

### Okres przedwojenny
Urodził się w Delatynie. Był synem Aleksandra i Roberty Nałęcz-Udryckiej. Aleksander Harasowski (1872–1945) był lekarzem o wszechstronnych zainteresowaniach, także muzycznych. Po stronie ojca Adam był spokrewniony z Maurycym Karasowskim (1823–1892), pierwszym biografem Chopina. Był szwagrem kompozytora Tadeusza Szeligowskiego (1896–1963).
Adam egzamin maturalny złożył w Nowym Sączu. W latach 1923–1929 studiował w konserwatorium Polskiego Towarzystwa Muzycznego we Lwowie w klasie Adama Sołtysa. W czasie studiów dorabiał grą na fortepianie podczas projekcji niemych filmów. Później pobierał prywatne lekcje kompozycji u Karola Szymanowskiego. W 1927 poznał Gilberta K. Chestertona.
Polecony przez Adama Sołtysa opracował ważne w klasycznym dramacie greckim pieśni chórów do Antygony Sofoklesa w nowoczesnym tłumaczeniu Tadeusza Węclewskiego. W 1928 jego kompozycja Obrona Lwowa do słów Artura Oppmana na chór męski i orkiestrę otrzymała drugą nagrodę konkursu Polskiego Towarzystwa Śpiewaczego „Echo-Macierz” we Lwowie. Zamiłowanie do muzyki chóralnej przejął od swego ojca, Aleksandra, który podczas studiów medycyny był równocześnie dyrygentem Krakowskiego Chóru Akademickiego.
Adama Harasowskiego uczono gry na fortepianie od wieku 5 lat. Należał do lwowskiej szkoły pianistycznej Karola Mikulego, która bezpośrednio kontynuowała tradycje chopinowskie. W roku 1932 uczestniczył w II Międzynarodowym Konkursie Chopinowskim.
Równocześnie studiował na Wydziale Mechanicznym Politechniki Lwowskiej i w 1931 uzyskał dyplom inżyniera mechanika „w grupie nauk maszynowo-ruchowych”. Podczas studiów odbywał co roku kilkumiesięczne praktyki studenckie w Szwecji (1929), Francji (1930) i Anglii (Balderton, 1927 i 1930 oraz Basingstoke, 1928). W Balderton zaprzyjaźnił się z Ritą i Fredem Wand, u których znalazł pomoc po przyjeździe do Anglii w końcu 1939.
W latach 1924–1929 był najpierw akompaniatorem, a od 1926 dyrygentem uczelnianego Lwowskiego Chóru Technickiego, którego kontynuatorem od 1946 jest Akademicki Chór Politechniki Wrocławskiej. Lwowski Chór Technicki – jak wspominał po latach – wyznawał czynnie piękną maksymę chórów polskich „Pieśnią do serca, sercem do Ojczyzny”. W 1927 Chór wystąpił na uroczystościach 77. rocznicy urodzin prezydenta Czechosłowacji Masaryka. W maju 1929 pieśń Harasowskiego Lwów w wykonaniu Chóru Technickiego „spotkała się z gorącym przyjęciem” na Wszechsłowiańskim Zjeździe Śpiewaczym w Poznaniu.

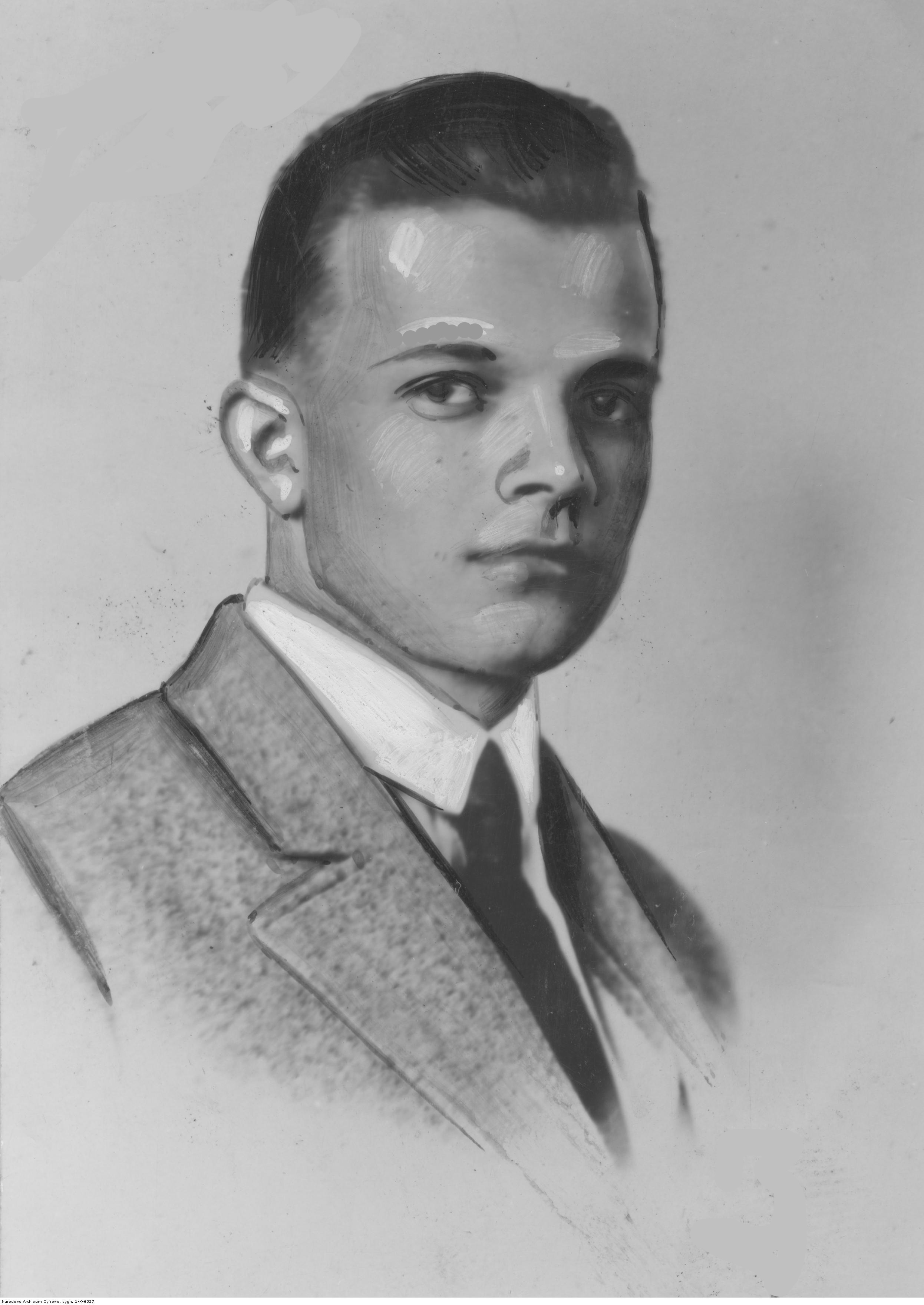
Adam Harasowski, 1932

W okresie 1931–1932 odbył kurs oficerski w szkole kadeckiej we Lwowie (z praktyką w 6. Pułku Lotniczym). Przez dwa lata pracował jako inżynier mechanik w Hucie Szkła „Dąbrowa” w miejscowości Huta-Dąbrowa w powiecie łukowskim, a później (do 1938) w Hucie Królewskiej w Chorzowie na Górnym Śląsku. Po przejęciu Zaolzia przez Polskę w październiku 1938 do wybuchu wojny pracował jako inżynier w hucie w Trzyńcu, gdzie produkowano części do samolotów.
Podczas pobytu na Śląsku był kierownikiem artystycznym orkiestry dętej i symfonicznej w Chorzowie oraz dyrygentem chóru męskiego „Echo” w Katowicach. Prowadzony przez niego koncert chóru w maju 1937 poświęcony twórczości Stanisława Niewiadomskiego został nazwany „pięknym i szlachetnym słuchowiskiem”, a Harasowski „okazał się znakomitym dyrygentem”. Chór „Echo” występował w Polskim Radio z repertuarem ludowych pieśni polskich, a także angielskich. W 1935 skomponował do słów Witolda Zechentera pieśń Do polskiego morza. 
Harasowski prowadził korespondencję z Bolesławem Wallek-Walewskim, dyrygentem chórów i dyrektorem Konserwatorium Towarzystwa Muzycznego w Krakowie. W roku 1938 poślubił Jadwigę Zbrożek, sekretarz redakcji koncernu wydawniczego Ilustrowany Kurier Codzienny w Krakowie i współpracownicy Mariana Dąbrowskiego.
W czerwcu 1939 uczestniczył w międzynarodowym kongresie odlewniczym w Londynie. Jego opracowanie na temat polskiego przemysłu odlewniczego ukazało się w 1940 w brytyjskim czasopiśmie „Foundry Trade Journal”, a także zostało wymienione przez specjalistyczne czasopismo niemieckie.

### Okres wojenny

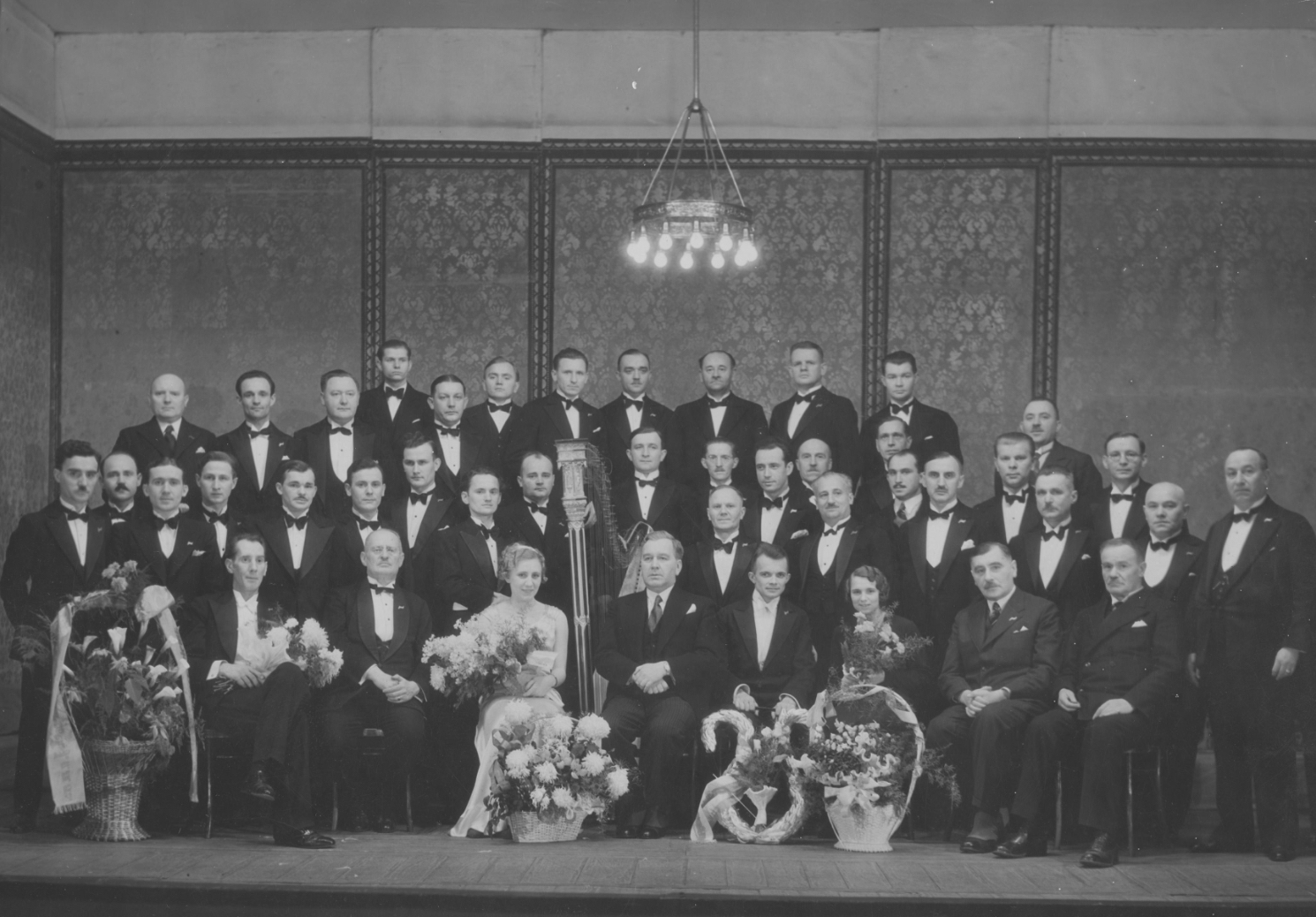
Dyrygent Adam Harasowski (siedzi 4. z prawej) z członkami chóru „Echo” w Katowicach, 7 stycznia 1936

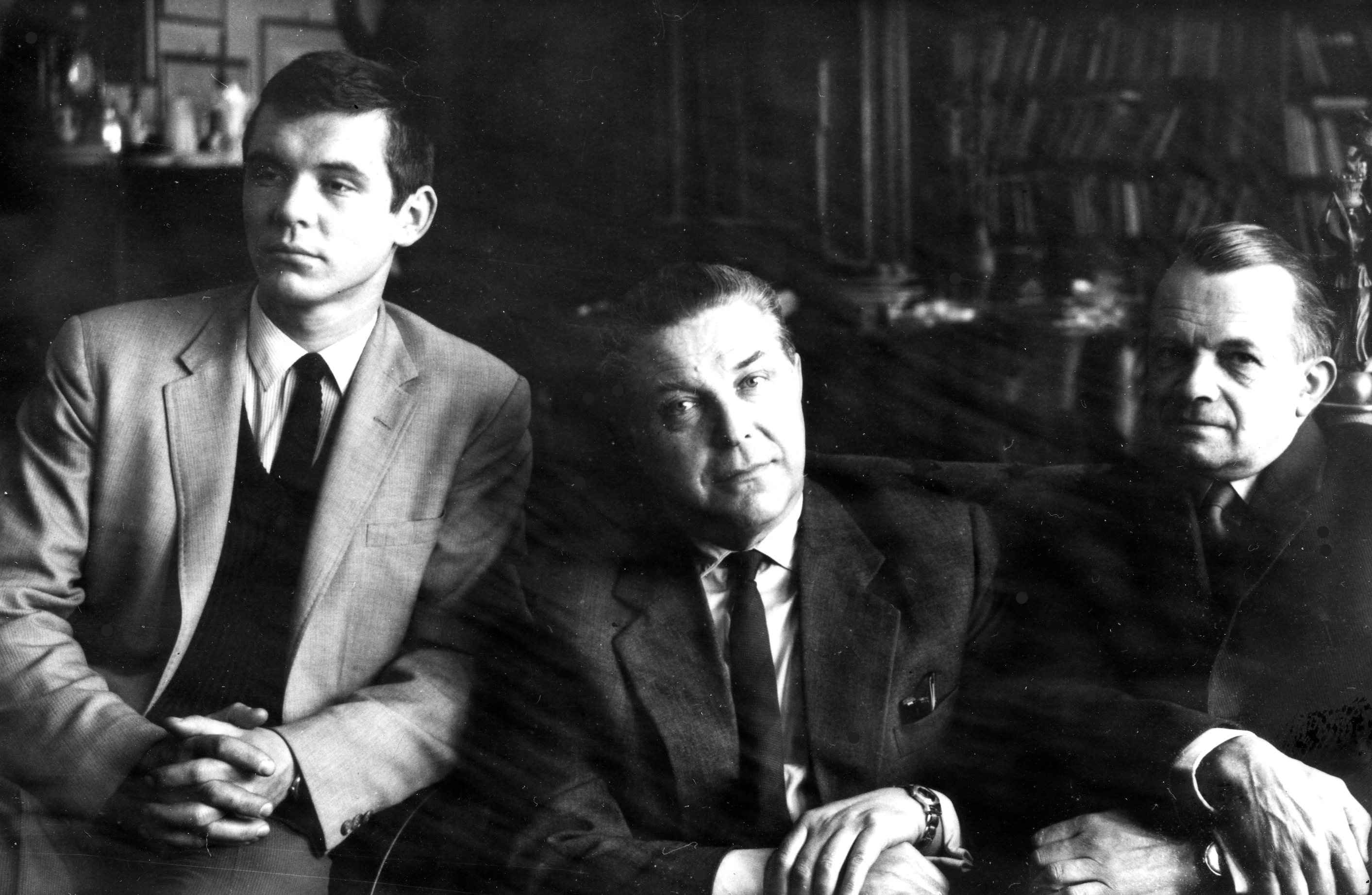
Adam Harasowski (od prawej), Mieczysław Cena i Krzysztof Cena po pogrzebie Tadeusza Szeligowskiego w Poznaniu, 15 stycznia 1963

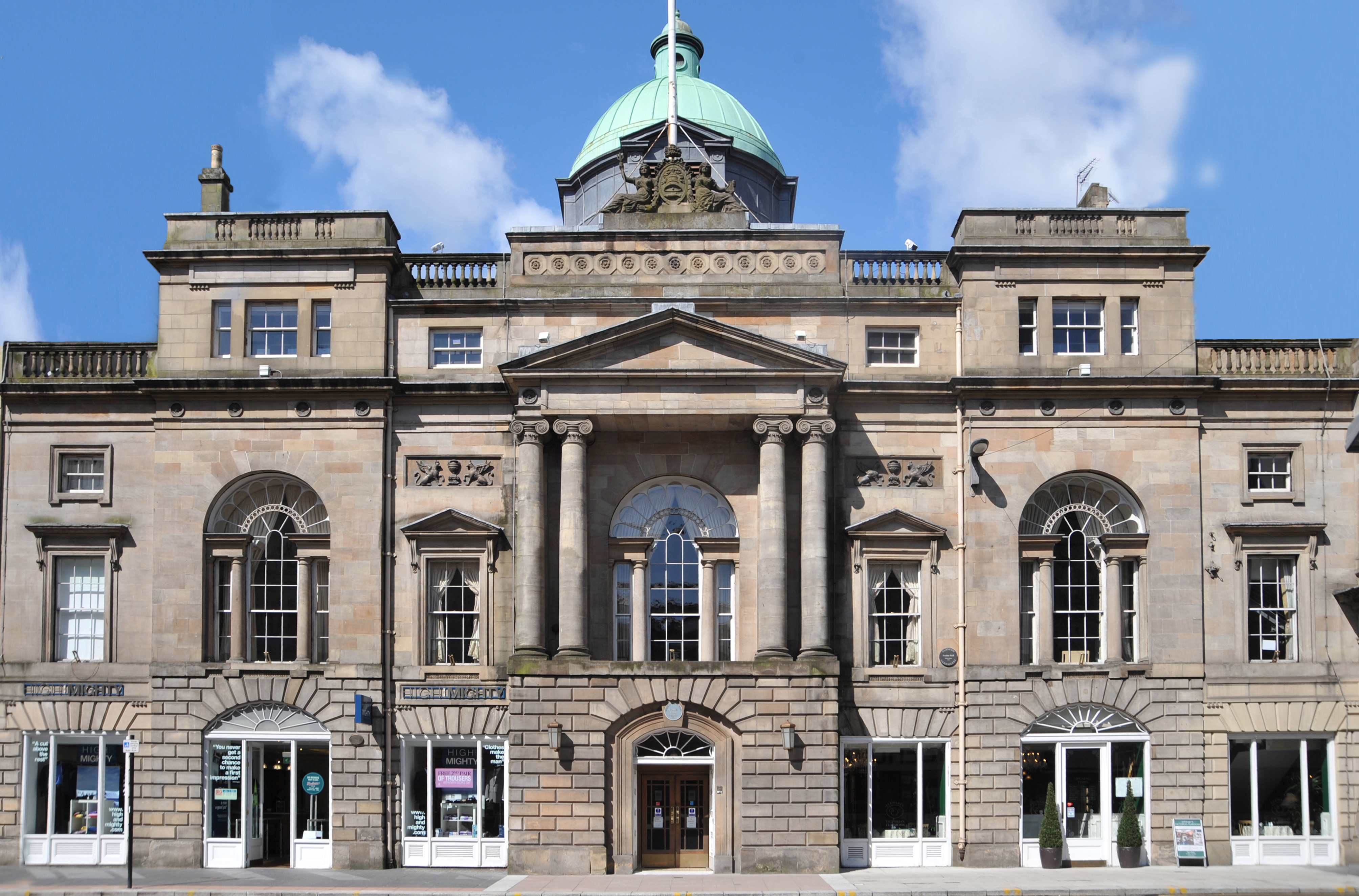
The Trades Hall – miejsce recitalu Fryderyka Chopina w Glasgow 27 września 1848 i koncertu 95 lat później

Po wybuchu II wojny światowej, w ostatnich dniach września 1939 trafił jako polski oficer do obozu jenieckiego w Balş w Rumunii, gdzie spotkał Adama Kowalskiego, autora pieśni Modlitwa Obozowa znanej także pod tytułami: Modlitwa AK, Modlitwa partyzancka i O Panie, któryś jest na niebie. Adam Harasowski opracował tę pieśń na chór męski i aranżacja została wykonana w czasie koncertu żołnierskiego w drugą niedzielę października 1939. Modlitwa Obozowa stała się później popularna w Polskich Siłach Zbrojnych na Zachodzie i w Polsce Podziemnej, także współcześnie. Pieśń 2 Korpusu (jak popularnie nazywano Modlitwę obozową) pojawia się w liturgii polonijnych parafii w mszach okolicznościowych i pogrzebowych.
Na początku 1940 Adam i Jadwiga Harasowscy przybyli do Glasgow w Szkocji i „podjęli się konsekwentnej realizacji programu zbliżenia kulturalnego polsko-szkockiego”. Jadwiga została właścicielem (do 1953) Książnicy Polskiej, która wydawała i drukowała dzienniki, czasopisma i książki dla polskich żołnierzy I Korpusu po translokacji Polskich Sił Zbrojnych z Francji do Wielkiej Brytanii. Małżeństwu Harasowskich jest przypisywane autorstwo popularnego poradnika dla polskich żołnierzy o zwyczajach życia codziennego i zachowaniu się na terenie Wielkiej Brytanii.
Adam Harasowski był autorem wielu kompozycji i aranżacji muzycznych przeznaczonych zarówno dla polskich żołnierzy na Zachodzie, jak i dla odbiorców brytyjskich. Celem było zaznajomienie społeczeństw anglojęzycznych z polską kulturą muzyczną i z tego powodu większość jego twórczości powstała w języku angielskim. W 95. rocznicę recitalu Fryderyka Chopina w Glasgow (27 września 1848) wystąpił jako pianista w uroczystym koncercie zorganizowanym przez żonę Jadwigę tego samego dnia roku (27 września 1943) w tej samej sali i o tej samej porze.
Jako czwarty z dyrygentów (po Jerzym Kołaczkowskim, Henryku Hosowiczu i Otto Schafferze) prowadził Chór Wojska Polskiego, który w ciągu siedmiu lat działalności dał ponad 600 koncertów na terenie Anglii, Szkocji i Walii. Był także dyrygentem Chóru im. Fryderyka Chopina założonego w Szkocji w 1940 przez Ludwika Skibińskiego.

Cześć Pieśni ! – Słowa te, będące zwyczajowym pozdrowieniem między śpiewakami w przedwojennej Polsce, na emigracji nabrały głębszego znaczenia, wyrażając nie tylko tęsknotę za Krajem, ale także swoisty obowiązek przekazania nowemu pokoleniu, wzrastającemu poza Ojczyzną, nieśmiertelnego czaru pieśni rodzimej, którego Polakowi nic nie zastąpi.

Adam Harasowski był oficerem technicznym Polskich Sił Powietrznych. Pracował jako specjalista budowy silników i przyrządów pokładowych w szeregu brytyjskich wojskowych zakładach lotniczych, najdłużej w Royal Aircraft Establishment w Farnborough. Był dwukrotnie odznaczony Medalem Lotniczym Polskich Sił Powietrznych na Zachodzie. Posiadał także brytyjskie Medal Obrony i Medal Wojny 1939–1945.

### Okres powojenny

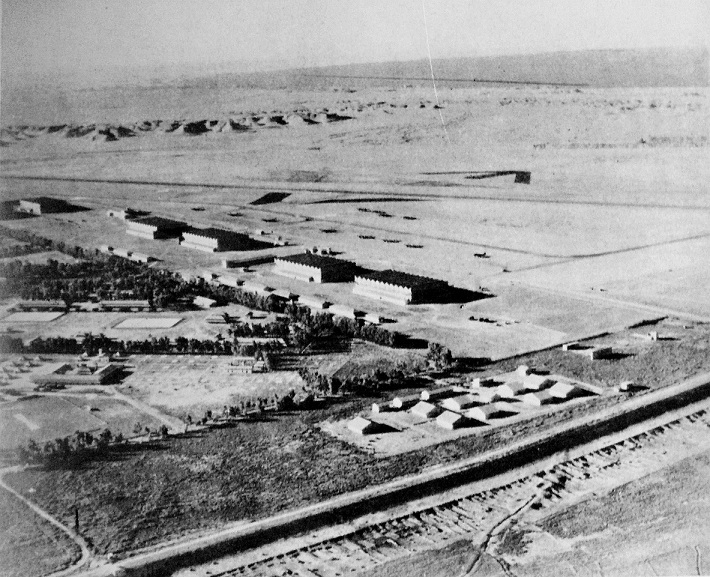
Baza RAF Habbaniya na zachodnim brzegu Eufratu w Iraku – w latach 40. XX wieku,

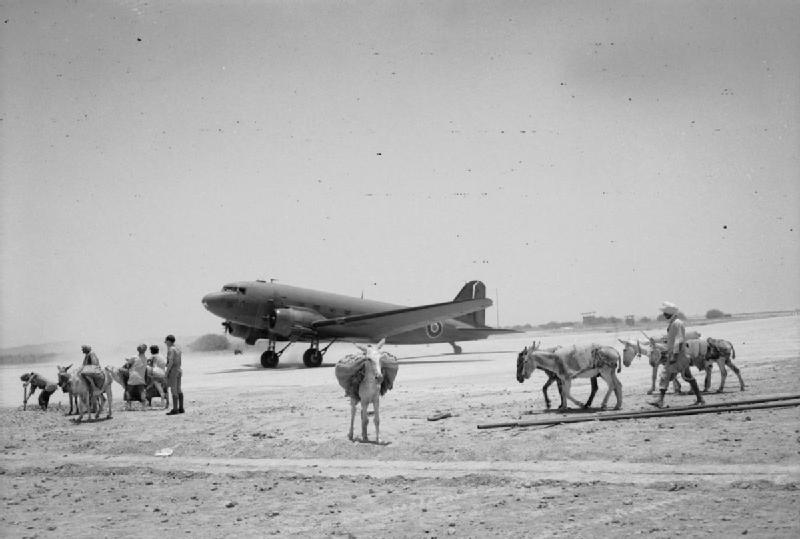
Baza RAF Mauripur koło Karaczi w Pakistanie – w latach 40. XX wieku,

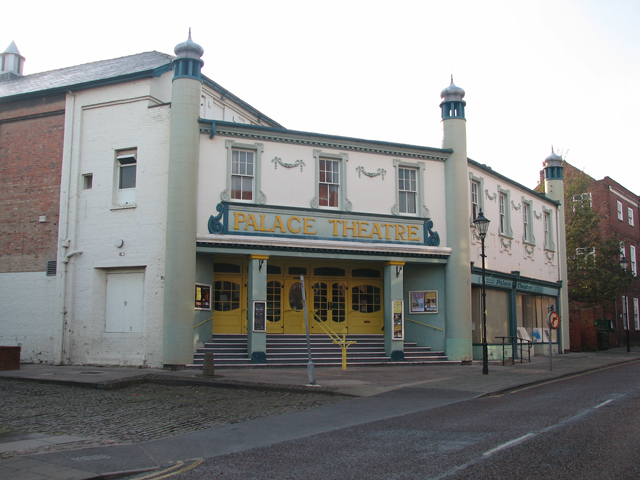
The Palace Theatre w Newark-on-Trent – miejsce przedstawień towarzystwa operowego The Newark Operatic Society

W latach 1945–1948 był wykładowcą konstrukcji silników lotniczych w bazie wojskowej Royal Air Force Cammeringham. 4 października 1948 został przyjęty do służby kontraktowej w służbach technicznych RAF, w stopniu Flying Officer ze starszeństwem z 23 maja 1946. Objął nadzór nad obsługą techniczną samolotów w bazie St. Athan w Walii. W latach 1949–1952 służył w brytyjskich bazach lotniczych Habbaniya w Iraku i Ammanie w Jordanii, później w Mauripur w Pakistanie, a następnie ponownie w Anglii w bazach RAF Topcliffe, Swinderby i St. Athan. 29 czerwca 1950 otrzymał awans na stopień Flight Lieutenant.
W czasie służby na Bliskim Wschodzie nauczył się języka arabskiego. Był poliglotą. Znał biegle angielski, niemiecki, francuski, włoski i hiszpański, także rosyjski, a w latach późniejszych zdobył umiejętność języka japońskiego w piśmie.
Po powrocie do Wielkiej Brytanii w 1952 został wysłany do bazy Topcliffe, później Swinderby (1954–1957), a następnie na ostatnią placówkę przed przejściem na wojskową emeryturę w St. Athan. W 1955 wydał popularny album Złota Księga Pieśni Polskiej.
W latach 1958–1980 mieszkał w Balderton, dzielnicy Newark-on-Trent. Od roku 1958 do emerytury w 1970 pracował jako inżynier w zakładach Worthington-Simpson Company (producent pomp okrętowych), w których przed wojną odbył staże studencki i podyplomowy. Kierował fabrycznym biurem tłumaczeń i szkołą projektowania dla inżynierów.
Był długoletnim kierownikiem muzycznym i dyrygentem lokalnego towarzystwa operowego – The Newark Operatic Society. W 1961 chór tego towarzystwa pod kierownictwem Adama Harasowskiego wykonał z orkiestrą symfoniczną fragmenty opery Halka w tłumaczeniu na język angielski. Aranżacje polskich pieśni z tłumaczeniami na język angielski były częścią albumu muzycznego wielokrotnie wydawanego w Stanach Zjednoczonych. W 1963 Rozgłośnia Polska Radia Wolna Europa nadała pieśni polskich oddziałów Powstania Styczniowego w jego opracowaniu.

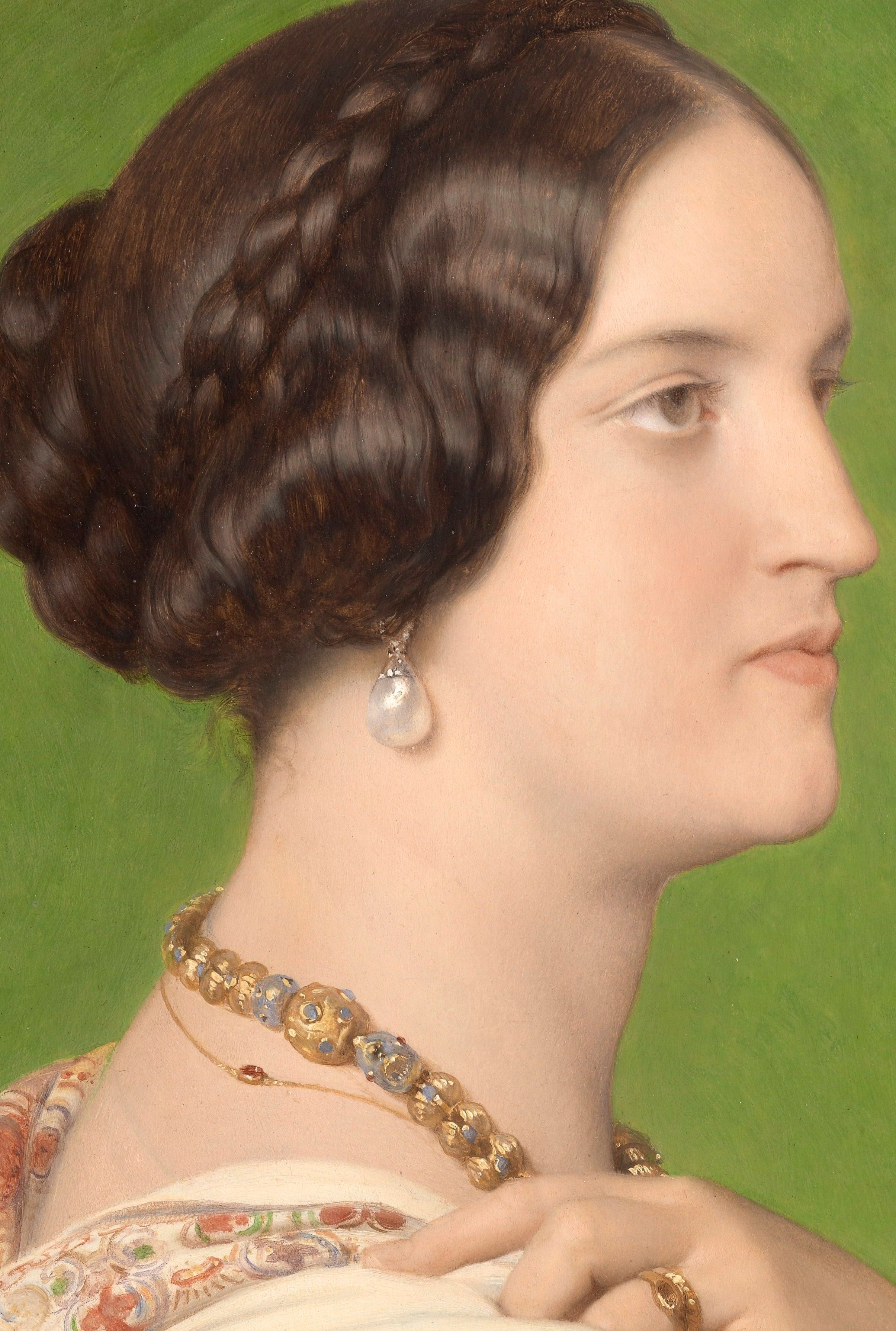
Delfina Potocka (1810–1877), portret (1849) autorstwa Paula Delaroche (1797–1856)

Głównym dziełem Adama Harasowskiego stała się monografia książkowa The skein of legends around Chopin (Kłębek legend wokół Chopina). Opracowanie przedstawia krytyczną analizę ponad czterdziestu istniejących wtedy biografii Fryderyka Chopina, a szczególnie kontrowersji dotyczących listów Chopina do Delfiny Potockiej przedstawiających ich domniemane relacje osobiste. W szczególności Harasowski zajął się porównaniem dwóch rodzajów studiów o Chopinie – „tymi które tworzyły legendy z tymi, które je obalały”. Książka, ze wstępem Arthura Hedleya, została wydana w Glasgow w 1967, a następnie dwukrotnie (w 1977 i 1980) w Nowym Jorku. Obszerną recenzję książki zamieściło londyńskie czasopismo „Wiadomości” w 1968. Jest uważana za klasyczne opracowanie z tego zakresu. Jego dyskusję z Hedleyem na temat autentyczności wymienionych listów nadała 21 kwietnia 1968 telewizja BBC2. Fragment następnej, niedokończonej książki o muzyce Chopina Adam Harasowski opublikował po angielsku w 1981.
Był autorem szeregu artykułów na temat twórczości Chopina w czasopismach „Music and Musicians”, „Piano Quarterly”, „Musical Times”, a także w polskim „Ruchu Muzycznym”. Zamieszczał artykuły popularyzatorskie w „Wiadomościach”. Przyjaźnił się i korespondował na tematy związane z twórczością Chopina z Arthurem Hedleyem, Maurice’em Brownem, Jerzym Waldorffem, Krystyną Kobylańską i Nicolasem Slonimskym. Maurice Brown uważał go w tym względzie za „jednego z głównych autorytetów w Anglii”. W 1970 Adam założył wraz z żoną Jadwigą stowarzyszenie „London Chopin Society” i „Scotish-Polish Chopin Circle in Edinburgh”.
Jadwiga Harasowska zmarła w Newark-on-Trent w 1978. Dwa lata później Adam zawarł związek małżeński z sędzią Joyce Meldrum (Joyce Harasowska) i przeprowadził się do Rownhams koło Southampton. Brał czynny udział w akademiach lokalnego Klubu Polskiego i charytatywnych koncertach „To Poland with love”, uczestniczył także w tygodniach muzycznych Southampton New Music Weeks. W 1989 został uhonorowany dyplomem Towarzystwa im. Fryderyka Chopina za popularyzowanie i utrwalanie dziedzictwa Fryderyka Chopina.

W dobie odkrywania na nowo sylwetek polskich artystów, muzyków i ludzi kultury, zwłaszcza tych działających poza granicami Polski, z pewnością nie sposób przecenić wkładu Adama Harasowskiego w utrwalanie i popularyzowanie polskiej kultury muzycznej, a zwłaszcza jego badań nad twórczością i życiem Fryderyka Chopina.

Zmarł 16 czerwca 1996 i został pochowany na cmentarzu w Newark-on-Trent. Po jego śmierci Joyce przekazała archiwa Jadwigi i Adama Harasowskich do Archiwum Emigracji prowadzonego przez Uniwersytet Mikołaja Kopernika w Toruniu, które są źródłem aktualnych opracowań. Historyk wojennych i powojennych stosunków polsko-szkocko-angielskich stwierdził, że „Jadwiga ze Zbrożków i Adam Harasowscy z pewnością zasłużyli na osobną monografię”.